# Гражданские самолёты Сухого
АО «Гражданские самолёты Сухого» (АО «ГСС»; английское наименование: SСАC, Sukhoi Civil Aircraft Company) — бывшая российская компания, занимавшаяся разработкой, производством, маркетингом, обучением лётного персонала, послепродажным обслуживанием, включая поставку запасных частей и оборудования гражданских самолётов.
В настоящее время вошла (на правах филиала "Региональные самолёты") в ПАО «Корпорация "Иркут"». Основным видом деятельности компании является производство пассажирских самолётов SSJ 100.
Из-за вторжения России на Украину компания находится под международными санкциями Евросоюза, США и ряда других стран

## История
Образовано в 2000 году с целью разделения гражданских и военных программ «ОКБ Сухого» (сейчас входит в авиационный холдинг «Сухой»).

## Собственники и руководство
АО «Компания „Сухой“» принадлежит 75 %-1 акция ГСС, «Аления Аэронаутика» — 25 %+1 акция (блокирующий пакет).
В середине января 2008 года президент России В. В. Путин подписал распоряжение, разрешающее итальянской компании Alenia Aeronautica, претендующей на 25 % акций компании, войти в её капитал. В начале апреля 2009 года Alenia выкупила дополнительную эмиссию акций ГСС за $183,1 млн.
Президент АО «Гражданские самолёты Сухого» — Равиль Хакимов (предшественники: Рубцов Александр Иванович; Владислав Евгеньевич Масалов; Камиль Гайнутдинов с 7 сентября 2016 г.; Илья Тарасенко с 31 июля 2014 года; ранее — Андрей Калиновский, Владимир Присяжнюк, Виктор Субботин, Андрей Ильин). Совет директоров компании возглавляет Борис Алешин.

## Текущие проекты
- создание семейства российских региональных самолётов Sukhoi Superjet 100 (ранее Russian Regional Jet) вместимостью 75 и 95 мест;

## Показатели деятельности

### По РСБУ
| Период | Выручка          | Чистая прибыль    | Валовая прибыль  |
| ------ | ---------------- | ----------------- | ---------------- |
| 2011   | 3,4 млрд рублей  | -3,9 млрд рублей  | -2,2 млрд рублей |
| 2012   | 9,5 млрд рублей  | -4,6 млрд рублей  | -2,0 млрд рублей |
| 2013   | 20,0 млрд рублей | -11,0 млрд рублей | -1,6 млрд рублей |
| 2014   | 29,0 млрд рублей | -4,6 млрд рублей  | 2,8 млрд рублей  |
| 2015   | 35,4 млрд рублей | -10,7 млрд рублей | 1,8 млрд рублей  |
| 2016   | 46,8 млрд рублей | -3,8 млрд рублей  | 4,4 млрд рублей  |

### По МСФО
| Период           | Выручка      | Чистый убыток | Операционный убыток |
| ---------------- | ------------ | ------------- | ------------------- |
| 2008             | $5,956 млн   | $114,713 млн  | $44,783 млн         |
| 2009             | $7,202 млн   | $91,167 млн   | $65,526 млн         |
| 2010             | $3,870 млн   | $139,084 млн  | $166,186 млн        |
| 2011             | $77,661 млн  | $171,497 млн  | $69,620 млн         |
| 2012             | $197,902 млн | $111,247 млн  | $91,930 млн         |
| 2013             | $513,763 млн | $244,938 млн  | $180,730 млн        |
| 2014             | $567,808 млн | $231,282 млн  | $175,613 млн        |
| 2015             | $565,669 млн | $383,242 млн  | $630,041 млн        |
| 2016             | $726,847 млн | $474,927 млн  | $157,774 млн        |
| I полугодие 2017 | $184,413 млн | $59,996 млн   | $54,107 млн         |